# Distretto di Çiftlikköy
Il distretto di Çiftlikköy è uno dei distretti della provincia di Yalova, in Turchia.